# Мечислав Сокол-Шахін

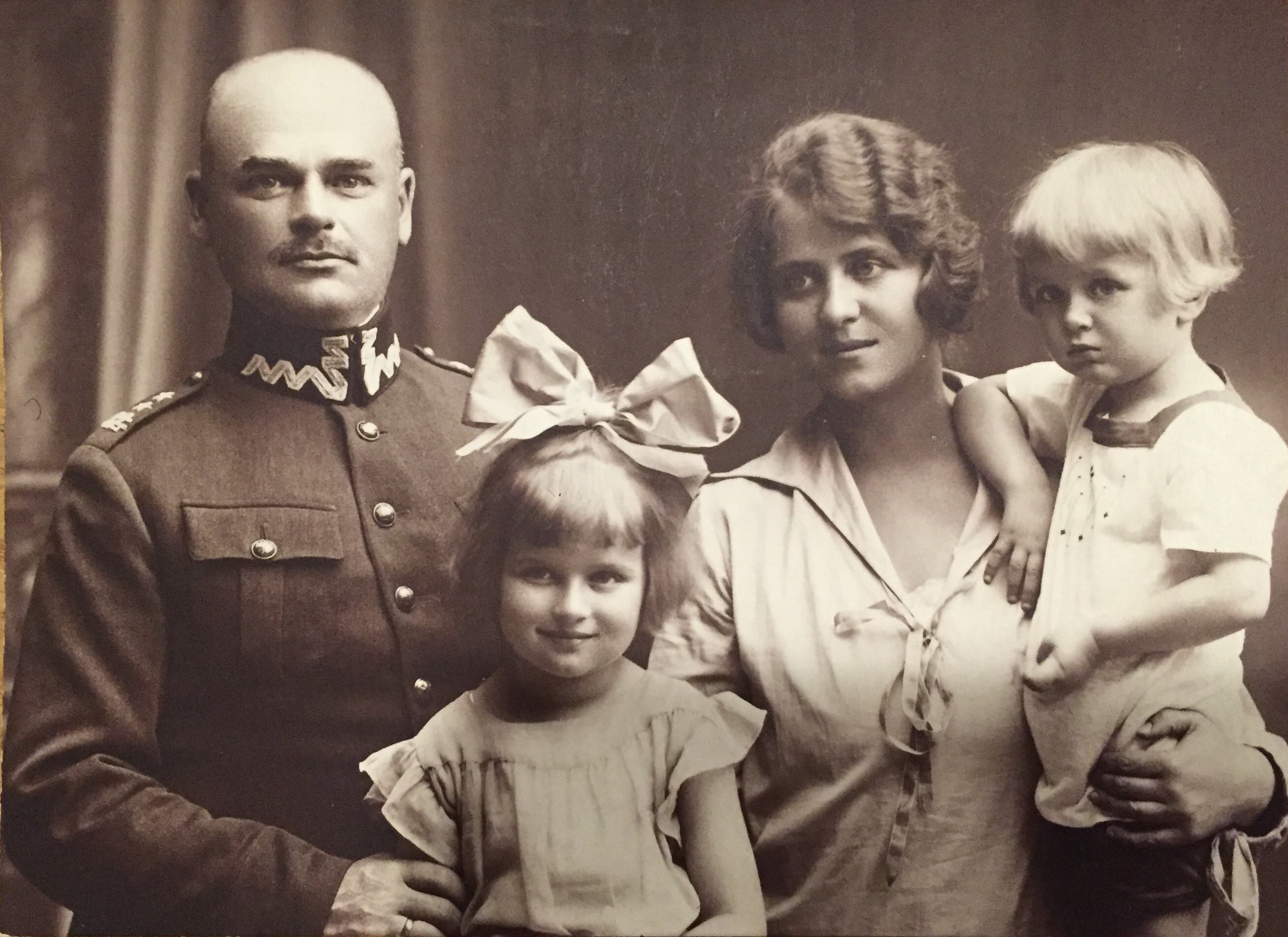
Мечислав Сокол-Шахін із дружиною Теодозією, 6-річною донькою Яніною та 1-річним сином Станіславом. Барановичі 1927 р.

Мечислав Сокол-Шахін (нар. 18 вересня 1889 р. в Житомирі, пом. навесні 1940 р. в Харкові) — піхотний полковник у польській армії, жертва розстрілу в Катині.

## Автобіографія
Син Яна та Генріка, уроджений Левицький. Під час Першої світової війни служив у російській армії. У Війську Польському з 1919 року. Учасник війни з більшовиками. 1 березня 1920 року з запасного батальйону 21-го піхотного полку «призначений» до командування Литовсько-Білоруського фронту. У період із 10 березня по 6 квітня 1920 р. командував 21-м піхотним полком «Діти Варшави». Потім служив офіцером за наказом командувача 1-ї армії, а згодом командиром 3-го батальйону 28-го стрілецького полку Каньовського.
3 травня 1922 р. надано звання підполковника зі старшинством 1 червня 1919 р. і 236-го в офіцерському корпусі піхоти. У липні 1922 року був затверджений заступником командира 22-го піхотного полку в Седльце. Із 1927 року — командир 78-го піхотного полку в Барановичах. 1 січня 1929 року отримав звання старшого полковника 1 січня 1929 року і другий в офіцерському корпусі піхоти. У серпні 1935 р. переведений до Перемишльської міської комендатури комендантом.
За часів II Польської Республіки був військовим поселенцем Слонімського повіту.
Під час вересневої кампанії 1939 року залишився на посаді коменданта міста і брав участь в обороні Перемишля.
Після агресії СРСР проти Польщі в 1939 році потрапив у радянський полон. Перебував у таборі військовополонених у Старобільську. Навесні 1940 р. був убитий НКВС у Харкові й похований у П'ятихатках. Із 17 червня 2000 року похований на кладовищі жертв тоталітаризму в Харкові.

Указом Президента Республіки Польща Леха Качинського від 5 жовтня 2007 р. посмертно присвоєно звання бригадного генерала. Заохочення було оголошено 9 листопада 2007 року у Варшаві під час церемонії «Пам'ятаємо Катинь — вшануймо пам'ять Героїв».

## Ордени та відзнаки
- Золотий Хрест Заслуги
- Пам'ятна медаль учаснику війни 1918-1921 років
- Медаль «Десятиліття здобутої незалежності»

## Виноски
1. ↑  Dziennik Personalny Ministerstwa Spraw Wojskowych Nr 9 z 13 marca 1920 roku, s. 205.
2. ↑  Księga chwały piechoty, praca zbiorowa, Warszawa 1992, reprint wydania z 1939 r.
3. ↑  Lista starszeństwa, 1922.
4. ↑  Rocznik Oficerski, 1923.
5. ↑  Rocznik Oficerski, 1924.
6. ↑  Rocznik Oficerski, 1928.
7. ↑  Rocznik Oficerski, 1932.
8. ↑  Dziennik Personalny Ministerstwa Spraw Wojskowych Nr 1 z 4 stycznia 1929 roku, s. 1.
9. ↑  Dziennik Personalny Ministerstwa Spraw Wojskowych Nr 11 z 31 sierpnia 1935 roku, s. 109.
10. ↑  Osadnicy wojskowi – lista kompletna (PDF). с. 187. Архів оригіналу (PDF) за 11 лютого 2022. Процитовано 15 грудня 2021.
11. ↑  Dalecki, 1989.
12. ↑  M.P. z 2007 r. nr 85, poz. 885